# Herpsilochmus
Herpsilochmus – rodzaj ptaków z podrodziny chronek (Thamnophilinae) w rodzinie chronkowatych (Thamnophilidae).

## Zasięg występowania
Rodzaj obejmuje gatunki występujące w Ameryce Południowej i Centralnej.

## Morfologia
Długość ciała 10,5–13 cm; masa ciała 7–14 g.

## Systematyka

### Etymologia
Herpsilochmus: gr. ἑρπω herpō „skradać się”; λοχμη lokhmē „chaszcze, zagajnik”.

### Podział systematyczny
Do rodzaju należą następujące gatunki:
- Herpsilochmus pectoralis P.L. Sclater, 1857 – mrówczynek obrożny
- Herpsilochmus rufimarginatus (Temminck, 1822) – mrówczynek rdzawoskrzydły
- Herpsilochmus frater (P.L. Sclater, 1880) – mrówczynek szarogrzbiety
- Herpsilochmus roraimae Hellmayr, 1903 – mrówczynek popielaty
- Herpsilochmus longirostris von Pelzeln, 1868 – mrówczynek wielkodzioby
- Herpsilochmus sticturus Salvin, 1885 – mrówczynek siwy
- Herpsilochmus dugandi Meyer de Schauensee, 1945 – mrówczynek amazoński
- Herpsilochmus axillaris (von Tschudi, 1844) – mrówczynek oliwkowy
- Herpsilochmus gentryi Whitney & Alvarez Alonso, 1998 – mrówczynek żółtobrewy
- Herpsilochmus stictocephalus Todd, 1927 – mrówczynek gujański
- Herpsilochmus dorsimaculatus von Pelzeln, 1868 – mrówczynek szary
- Herpsilochmus pileatus (M.C.H. Lichtenstein, 1823) – mrówczynek brazylijski
- Herpsilochmus atricapillus von Pelzeln, 1868 – mrówczynek czarnogłowy
- Herpsilochmus praedictus Cohn-Haft & Bravo, 2013 – mrówczynek białopióry
- Herpsilochmus stotzi Whitney, Cohn-Haft, Bravo, Schunck & Silveira, 2013 – mrówczynek plamisty
- Herpsilochmus parkeri T.J. Davis & O’Neill, 1986 – mrówczynek maskowy
- Herpsilochmus motacilloides Taczanowski, 1874 – mrówczynek żółtobrzuchy